# 860 (numero)
Ottocentosessanta (860) è il numero naturale dopo l'859 e prima dell'861.

## Proprietà matematiche
- È un numero pari.
- È un numero composto, con 12 divisori: 1, 2, 4, 5, 10, 20, 43, 86, 172, 215, 430, 860. Poiché la somma dei suoi divisori (escluso il numero stesso) è 988 > 860, è un numero abbondante.
- È un numero felice.
- È un numero congruente.
- È un numero malvagio.
- È parte delle terne pitagoriche (516, 688, 860), (645, 860, 1075), (860, 903, 1247), (860, 1749, 1949), (860, 2064, 2236), (860, 3648, 3748), (860, 4257, 4343), (860, 7371, 7421), (860, 9225, 9265), (860, 18480, 18500), (860, 36975, 36985), (860, 46221, 46229), (860, 92448, 92452), (860, 184899, 184901).

## Astronomia
- 860 Ursina è un asteroide della fascia principale del sistema solare.
- NGC 860 è una galassia della costellazione del Triangolo.

## Astronautica
- Cosmos 860 è un satellite artificiale russo.

## Altri ambiti
- La 860 è una strada della Germania.
- L'Intel i860 è un microprocessore RISC prodotto dalla Intel corporation.